# Turn Back the Clock
Pour plus de détails, voir Fiche technique et Distribution.
Turn Back the Clock est un film américain réalisé par Edgar Selwyn et sorti en 1933.

## Synopsis
Après s'être disputé avec sa femme, un homme est heurté par une voiture, et se réveille 20 ans plus jeune. Il refait sa vie et peut corriger ses erreurs.

## Fiche technique
- Réalisation : Edgar Selwyn, assisté de Fred M. Wilcox (non crédité)
- Scénario : Edgar Selwyn et Ben Hecht
- Production : Metro-Goldwyn-Mayer
- Musique : Herbert Stothart
- Image : Harold Rosson
- Lieu de tournage : Metro-Goldwyn-Mayer Studios, Californie
- Durée : 79 minutes
- Date de sortie : 
  - États-Unis : 25 août 1933

## Distribution
- Lee Tracy : Joe Gimlet
- Mae Clarke : Mary Gimlet / Mary Wright
- Otto Kruger : Ted Wright
- George Barbier : Pete Evans
- Peggy Shannon : Elvina Wright / Elvina Gimlet
- C. Henry Gordon : Dave Holmes
- Clara Blandick : Mère de Joe
- Harry Holman : Porte-parole en 1929